# Lista polskich pilotów myśliwskich, którzy zginęli od lipca 1940 roku do 2 czerwca 1941 roku
Spis obejmuje również pilotów z jednostek szkoleniowych.

## Rys historyczny
Po zaatakowaniu przez Niemcy, a następnie przez ZSRR Polski, wielu polskich pilotów wiedzionych mylnymi informacjami podążyło w kierunku Rumunii, gdzie miały oczekiwać sprowadzone z Zachodu nowe maszyny dla Polaków. Po dotarciu na miejsce stało się oczywistym, że żadne samoloty nie zostały dostarczone. Wielu zdecydowało się na powrót, jednak znakomita większość udała się w drogę do, jak się wtedy zdawało, bezpiecznej Francji. Tam polscy piloci zostali przydzieleni do kilku francuskich jednostek myśliwskich i wzięli udział w bitwie o Francję. Jedyna czysto polska jednostka walczyła na zmodyfikowanych samolotach wyścigowych Caudron CR 714C1 Cyclon, odnosząc pewne sukcesy. Dopiero klęska Francji i wielka ewakuacja do Wielkiej Brytanii umożliwiła tworzenie się regularnych jednostek polskich, w tym lotnictwa. Jednym z pierwszych squadronów RAF-u, do których przydzielono polskich pilotów były stacjonujące w Tangmere squadrony no. 145 oraz 601. 16 lipca 1940 roku F/O Antoni Ostowicz i F/Lt Wilhelm Pankratz dotarli do 145 squadronu, a trzy dni później F/O Ostowicz zestrzelił pierwszy niemiecki samolot. Był to początek udziału Polaków w walkach powietrznych w obronie Wielkiej Brytanii.

## Rok 1940
| Data            | Stopień | Imię             | Nazwisko          | Jednostka | Samolot      | Nr ewidencyjny | Litery kodowe | Przyczyna                                                                                 |
| --------------- | ------- | ---------------- | ----------------- | --------- | ------------ | -------------- | ------------- | ----------------------------------------------------------------------------------------- |
| 29 lipca        | P/O     | Kazimierz        | Olewiński         | 6 OTU     | Hurricane I  | L1714          |               |                                                                                           |
| 11 sierpnia     | F/O     | Antoni           | Ostowicz          | 145       | Hurricane I  | V7294          | SO-           |                                                                                           |
| 11 sierpnia     | F/O     | Michał Jan       | Stęborowski       | 238       | Hurricane I  | P3819          | VK-           |                                                                                           |
| 12 sierpnia     | Stg     | Józef            | Kwieciński        | 145       | Hurricane I  | P3391          | SO-           |                                                                                           |
| 12 sierpnia     | F/O     | Kazimierz        | Łukaszewicz       | 501       | Hurricane I  | P3803          | SD-Z          |                                                                                           |
| 12 sierpnia     | F/Lt    | Wilhelm          | Pankratz          | 145       | Hurricane I  | R4176          | SO-           |                                                                                           |
| 15 sierpnia     | F/O     | Mieczysław       | Rozwadowski       | 151       | Hurricane I  | V7410          | DZ-           |                                                                                           |
| 18 sierpnia     | F/O     | Franciszek       | Gruszka           | 65        | Spitfire I   | R6713          | YT-           |                                                                                           |
| 18 sierpnia     | F/O     | Kazimierz        | Niedźwiedzki      | 6 OTU     | Hurricane I  | 324            |               |                                                                                           |
| 24 sierpnia     | F/O     | Paweł            | Zenker            | 501       | Hurricane I  | P3141          | SD-W          |                                                                                           |
| 30 sierpnia     | Stg     | Feliks           | Gmur              | 151       | Hurricane I  | R4213          | DZ-           |                                                                                           |
| 4 września      | F/O     | Janusz           | Maciński          | 111       | Hurricane II | Z2309          | JU-           |                                                                                           |
| 7 września      | F/O     | Walenty          | Krepski           | 54        | Spitfire I   | R6901          | KL-           |                                                                                           |
| 11 września     | F/O     | Arsen            | Cebrzyński        | 303       | Hurricane I  | V6667          | RF-K          | zestrzelony przez Bf 109                                                                  |
| 11 września     | Stg     | Stanisław        | Duszyński         | 238       | Hurricane I  | R2682          | VK-           |                                                                                           |
| 11 września     | Stg     | Antoni           | Wójcicki          | 213       | Hurricane I  | W6667          | AK-P          |                                                                                           |
| 11 września     | Stg     | Stefan           | Wójtowicz         | 303       | Hurricane I  | V7242          | RF-B          | zestrzelony przez Bf 109                                                                  |
| 15 września     | Stg     | Michał           | Brzezowski        | 303       | Hurricane I  | P3577          | RF-E          | zestrzelony przez Bf 109                                                                  |
| 15 września     | F/Lt    | Tadeusz          | Chłopik           | 302       | Hurricane I  | P2954          | WX-E          | zestrzelony przez niemieckiego myśliwca                                                   |
| 21 września     | F/O     | Juliusz          | Topolnicki        | 601       | Hurricane I  | L1894          | UF-           |                                                                                           |
| 24 września     | P/O     | Witold Józef     | Głowacki          | 605       | Hurricane I  | P3832          | UP-P          |                                                                                           |
| 26 września     | P/O     | Włodzimierz      | Samoliński        | 253       | Hurricane I  | V7470          | SW-           |                                                                                           |
| 27 września     | Stg     | Tadeusz          | Andruszków        | 303       | Hurricane I  | V6665          | RF-J          | zestrzelony przez Bf 109                                                                  |
| 27 września     | F/Lt    | Ludwik Witold    | Paszkiewicz       | 303       | Hurricane I  | L1696          | RF-L          | zestrzelony przez myśliwca                                                                |
| 5 października  | F/O     | Wojciech         | Januszewicz       | 303       | Hurricane I  | P3892          | RF-V          | zestrzelony przez myśliwca                                                                |
| 6 października  | Stg     | Antoni           | Siudak            | 303       | Hurricane I  | P3120          | RF-A          | zginął podczas bombardowania lotniska                                                     |
| 8 października  | Stg     | Josef            | František (Czech) | 303       | Hurricane I  | R4175          | RF-R          | z nieznanych przyczyn zderzył się z ziemią                                                |
| 17 października | Stg     | Jerzy Sergiusz   | Załuski           | 302       | Hurricane I  | V7417          | WX-T          | zginął podczas przymusowego lądowania                                                     |
| 18 października | F/O     | Jan              | Borowski          | 302       | Hurricane I  | P3930          | WX-X          | zginął przy próble lądowania                                                              |
| 18 października | F/O     | Edward           | Carter            | 302       | Hurricane I  | P3931          | WX-V          | lot treningowy – z powodu mgły wyskoczył, jednak w zdenerwowaniu zapomniał o spadochronie |
| 18 października | P/O     | Stefan           | Wapniarek         | 302       | Hurricane I  | P3872          | WX-R          | zginął przy próble lądowania                                                              |
| 18 października | F/O     | Aleksy           | Żukowski          | 302       | Hurricane I  | V6571          | WX-Q          | zginął przy próble lądowania                                                              |
| 24 października | F/O     | Jan              | Bury-Burzymski    | 303       | Hurricane I  | V6807          | RF-R          | lot treningowy – rozbił się na skutek utraty przytomności                                 |
| 25 października | F/Lt    | Franciszek       | Jastrzębski       | 302       | Hurricane I  | V7593          | WX-V          | zaginął – walka z Bf109                                                                   |
| 25 października | P/O     | Stanisław        | Piątkowski        | 79        | Hurricane I  | N2708          | NV-           |                                                                                           |
| 1 listopada     | Stg     | Mieczysław       | Marcinkowski      | 501       | Hurricane I  | V7405          | SD-           |                                                                                           |
| 1 listopada     | P/O     | Bolesław Andrzej | Własnowolski      | 213       | Hurricane I  | N2608          | AK-V          |                                                                                           |
| 3 listopada     | Stg     | Bolesław         | Olewiński         | 111       | Hurricane I  | V6560          | JU-           |                                                                                           |
| 8 listopada     | Stg     | Wilhelm          | Kosarz            | 302       | Hurricane I  | P3538          | WX-J          | zestrzelony przez Bf 109                                                                  |
| 15 listopada    | F/O     | Czesław          | Gauze             | 605       | Hurricane I  | V6951          | UP-           |                                                                                           |
| 23 listopada    | P/O     | Wilhelm          | Szafraniec        | 56        | Hurricane I  | V7569          | US-           |                                                                                           |
| 28 listopada    | Stg     | Zygmunt          | Klein             | 152       | Spitfire I   | P9427          | UM-           |                                                                                           |
| 30 listopada    | Stg     | Franciszek       | Prętkiewicz       | 245       | Hurricane I  | R4079          | DX-           |                                                                                           |
| 30 listopada    | Stg     | Wilhelm          | Sasak             | 145       | Hurricane I  | P3704          | SO-           |                                                                                           |
| 4 grudnia       | F/O     | Ryszard          | Koczor            | 308       | Hurricane I  | V7071          | ZF-           | lot treningowy – zderzenie z balonem zaporowym                                            |

## Rok 1941
| Data        | Stopień | Imię               | Nazwisko         | Jednostka | Samolot        | Nr ewidencyjny | Litery kodowe | Przyczyna                                                                        |
| ----------- | ------- | ------------------ | ---------------- | --------- | -------------- | -------------- | ------------- | -------------------------------------------------------------------------------- |
| 10 stycznia | Stg     | Antoni             | Joda             | 307       | Defiant        | N3401          | EW-           | z nieustalonych przyczyn wpadli do morza                                         |
| 10 stycznia | Stg     | Wiktor             | Gandurski        | 307       | Defiant        | N3401          | EW-           | z nieustalonych przyczyn wpadli do morza                                         |
| 11 stycznia | F/O     | Witalis            | Nikonow          | 308       | Master I       | N7955          |               | lot treningowy – z nieznanych przyczyn Master którym lecieli rozbił się o ziemię |
| 11 stycznia | P/O     | Jerzy              | Wolski           | 308       | Master I       | N7955          |               | lot treningowy – z nieznanych przyczyn Master którym lecieli rozbił się o ziemię |
| 5 lutego    | F/O     | Stanisław          | Czternastek      | 615       | Hurricane I    | V7598          | KW-U          |                                                                                  |
| 13 lutego   | F/O     | Bogdan             | Bielkiewicz      | 306       | Hurricane I    | P3069          | UZ-Y          |                                                                                  |
| 17 lutego   | Stg     | Kazimierz          | Bocheński        | 307       | Defiant        | N3314          | EW-           | lot treningowy – spadł w czasie wykonywania akrobacji                            |
| 17 lutego   | Stg     | Kazimierz          | Frąckiewicz      | 307       | Defiant        | N3314          | EW-           | lot treningowy – spadł w czasie wykonywania akrobacji                            |
| 20 lutego   | F/O     | Edward Roman       | Pilch            | 302       | Hurricane I    | R2687          | WX-X          | w walce treningowej znurkował i rozbił się                                       |
| 26 lutego   | Stg     | Mieczysław Jan     | Parafiński       | 308       | Hurricane I    | V7073          | ZF-           |                                                                                  |
| 27 marca    | F/O     | Tadeusz            | Hoyden           | 315       | Hurricane I    | V7656          | PK-V          |                                                                                  |
| 27 marca    | Stg     | Edward             | Paterek          | 315       | Hurricane I    | V7187          | PK-W          |                                                                                  |
| 27 marca    | F/O     | Władysław          | Szulkowski       | 315       | Hurricane I    | V7188          | PK-X          |                                                                                  |
| 10 kwietnia | Stg     | Maksymilian        | Frychel          | 307       | Defiant        | N3390          | EW-           | lot treningowy – spadł na skutek utraty prędkości przy podejściu do lądowania    |
| 10 kwietnia | Stg     | Jan Edward         | Dziubek          | 307       | Defiant        | N3390          | EW-           | lot treningowy – spadł na skutek utraty prędkości przy podejściu do lądowania    |
| 10 kwietnia | P/O     | Jerzy              | Niżyński         | 55 OTU    | Hurricane I    | N2337          |               |                                                                                  |
| 11 kwietnia | Stg     | Aleksander         | Popławski        | 607       | Hurricane I    | P3425          | AF-           |                                                                                  |
| 12 kwietnia | S/Ldr   | Zdzisław           | Henneberg        | 303       | Spitfire II    | P8029          | RF-P          | zestrzelony przez opl., utonął w kanale La Manche                                |
| 16 kwietnia | F/O     | Bogusław           | Mierzwa          | 303       | Spitfire IIA   | P7819          | RF-S          | zestrzelony przez myśliwca                                                       |
| 16 kwietnia | F/O     | Mieczysław         | Waszkiewicz      | 303       | Spitfire II    | P8039          | RF-R          | zestrzelony przez myśliwca                                                       |
| 20 kwietnia | P/O     | Matej              | Pavlovič (Czech) | 303       | Spitfire II    | P7859          | RF-V          | zestrzelony przez Bf 109                                                         |
| 26 kwietnia | Stg     | Tadeusz            | Nastorowicz      | 302       | Hurricane IIA  | Z2814          | WX-K          | z nieustalonych przyczyn w locie bojowym wpadł do morza                          |
| 8 maja      | F/O     | Olech Antoni       | Kawczyński       | 32        | Hurricane II   | Z2324          | GZ-           |                                                                                  |
| 8 maja      | F/O     | Zygmunt            | Kinel            | 302       | Hurricane IIB  | Z3095          | WX-N          | zestrzelony przez Bf 109 (pil. Erwin Fleig)                                      |
| 11 maja     | P/O     | Aleksander Ryszard | Narucki          | 302       | Hurricane IIB  | Z3435          | WX-B          | lot treningowy – zderzenie z innym samolotem przy lądowaniu                      |
| 15 maja     | Stg     | Tadeusz Henryk     | Koch             | 58 OTU    | Spitfire I     | L1018          |               |                                                                                  |
| 19 maja     | F/O     | Jan Artur          | Czapiewski       | 306       | Hurricane IIB  | Z2456          | UZ-W          |                                                                                  |
| 20 maja     | P/O     | Bernard            | Samp             | 605       | Hurricane II   | Z2319          | UP-           |                                                                                  |
| 2 czerwca   | P/O     | Bohdan             | Anders           | 316       | Miles Magister | R1838          |               |                                                                                  |

## Samoloty pilotowane przez Polaków

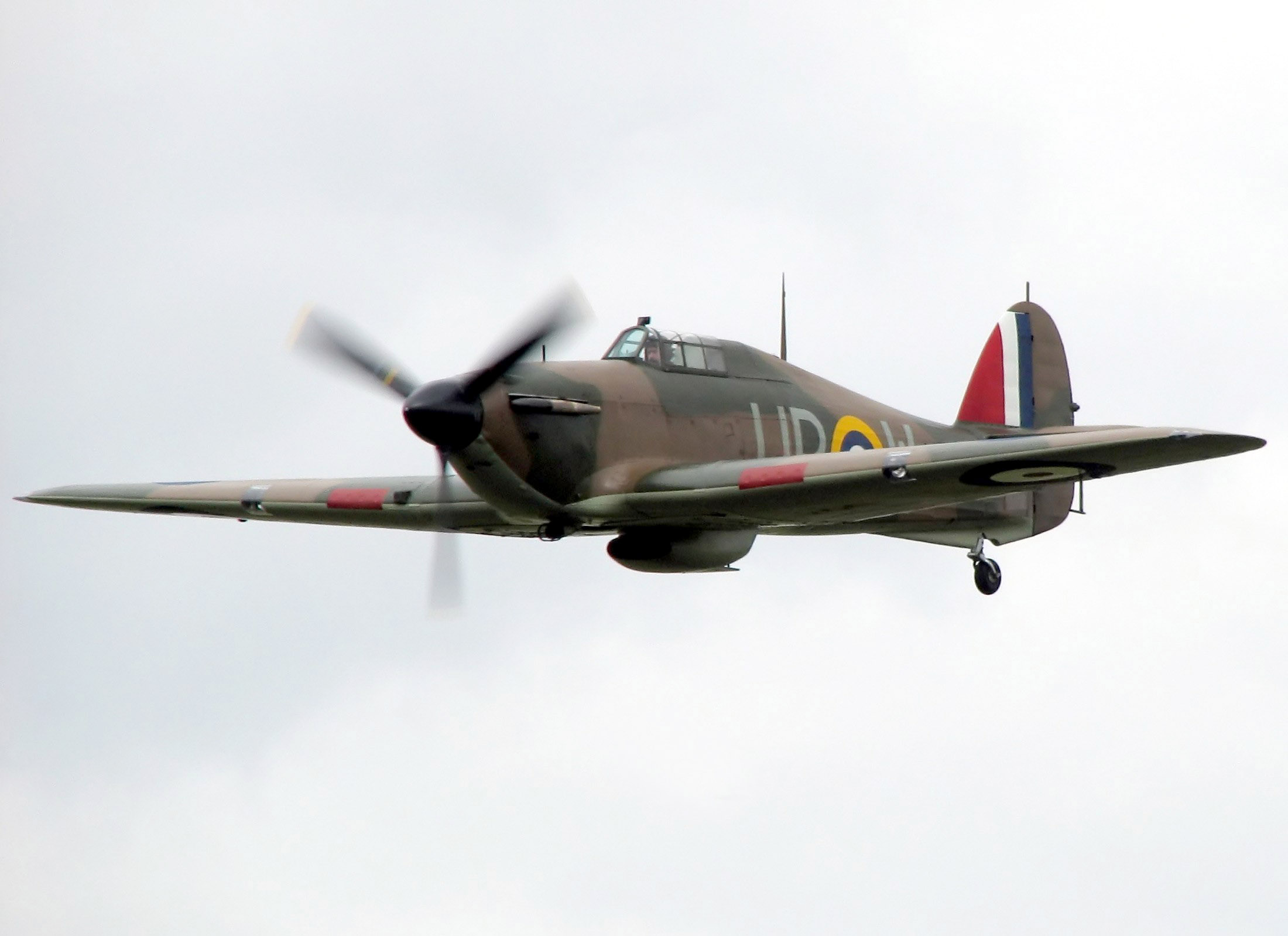
Hawker Hurricane
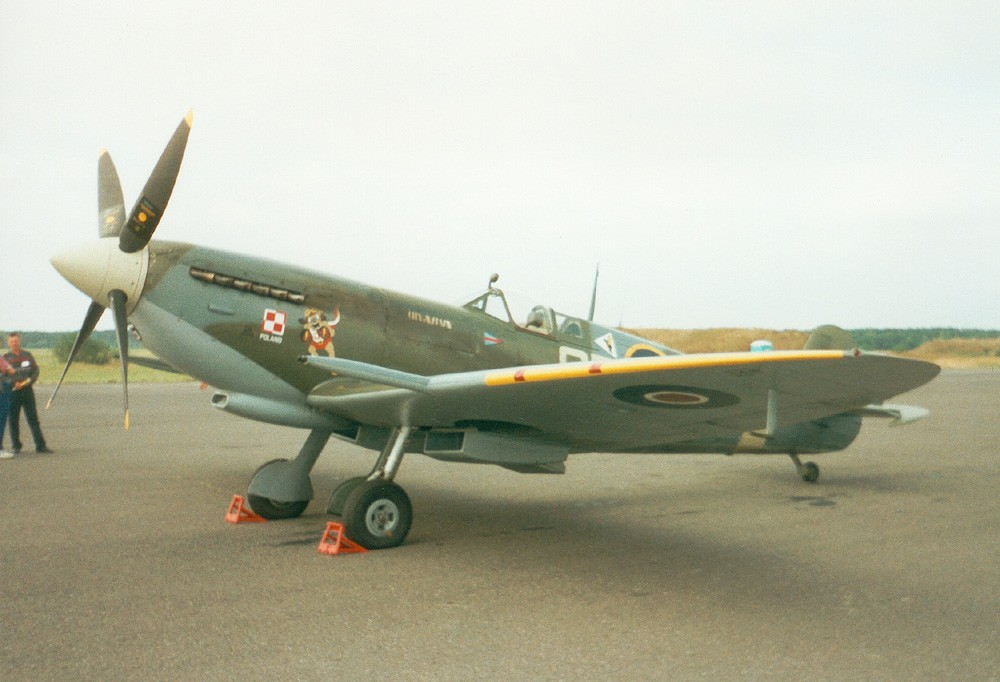
Supermarine Spitfire
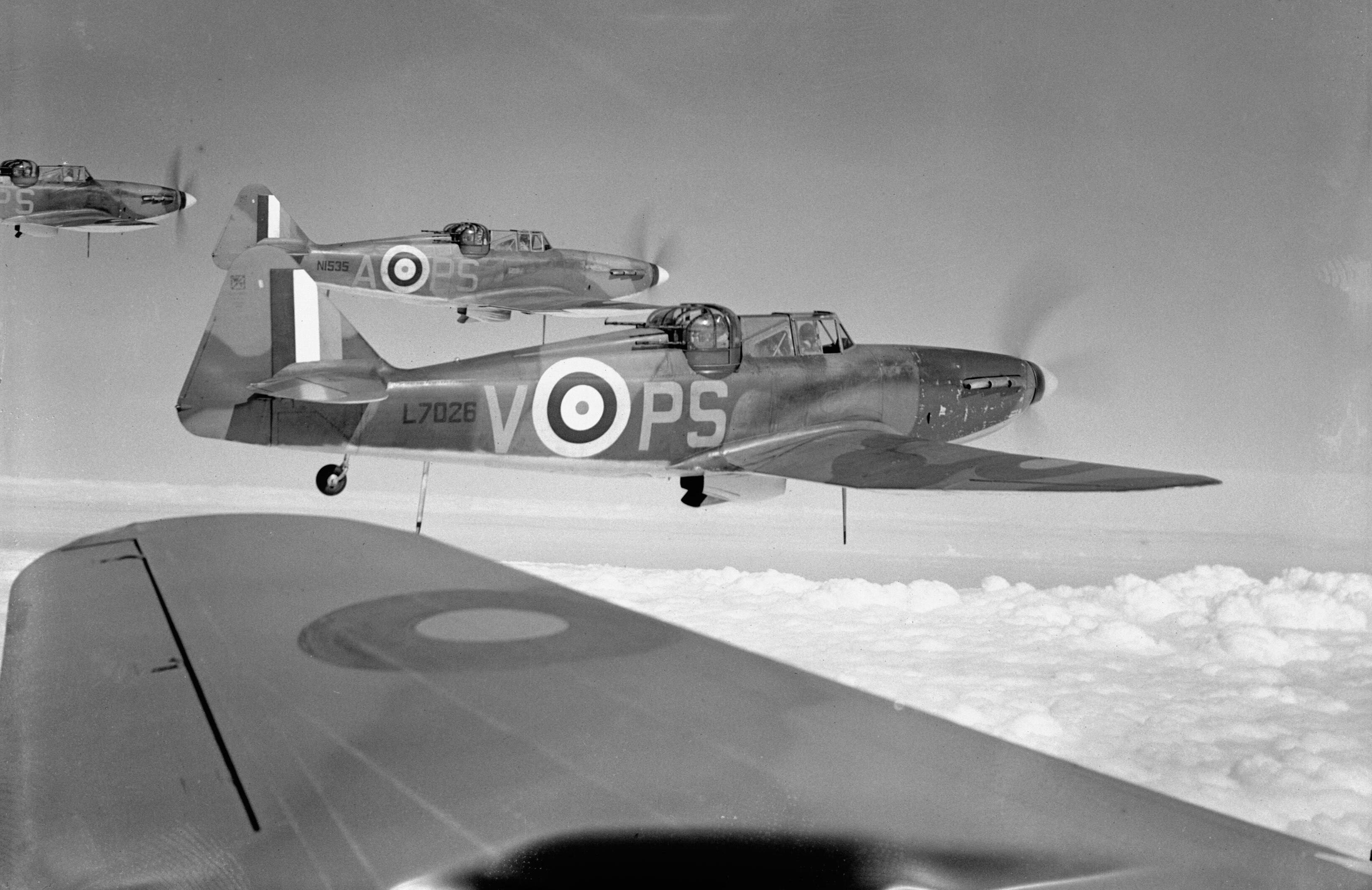
Boulton Paul Defiant
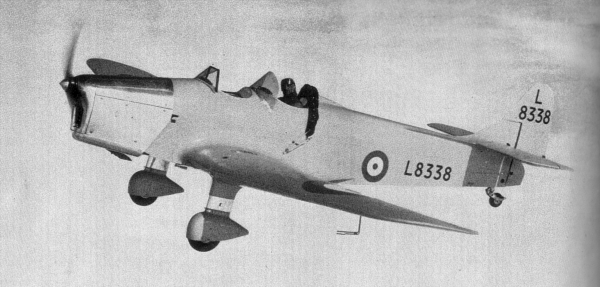
Miles Magister